# Vrhek
Vrhek je naselje v Občini Sevnica.